# Trường sau đại học

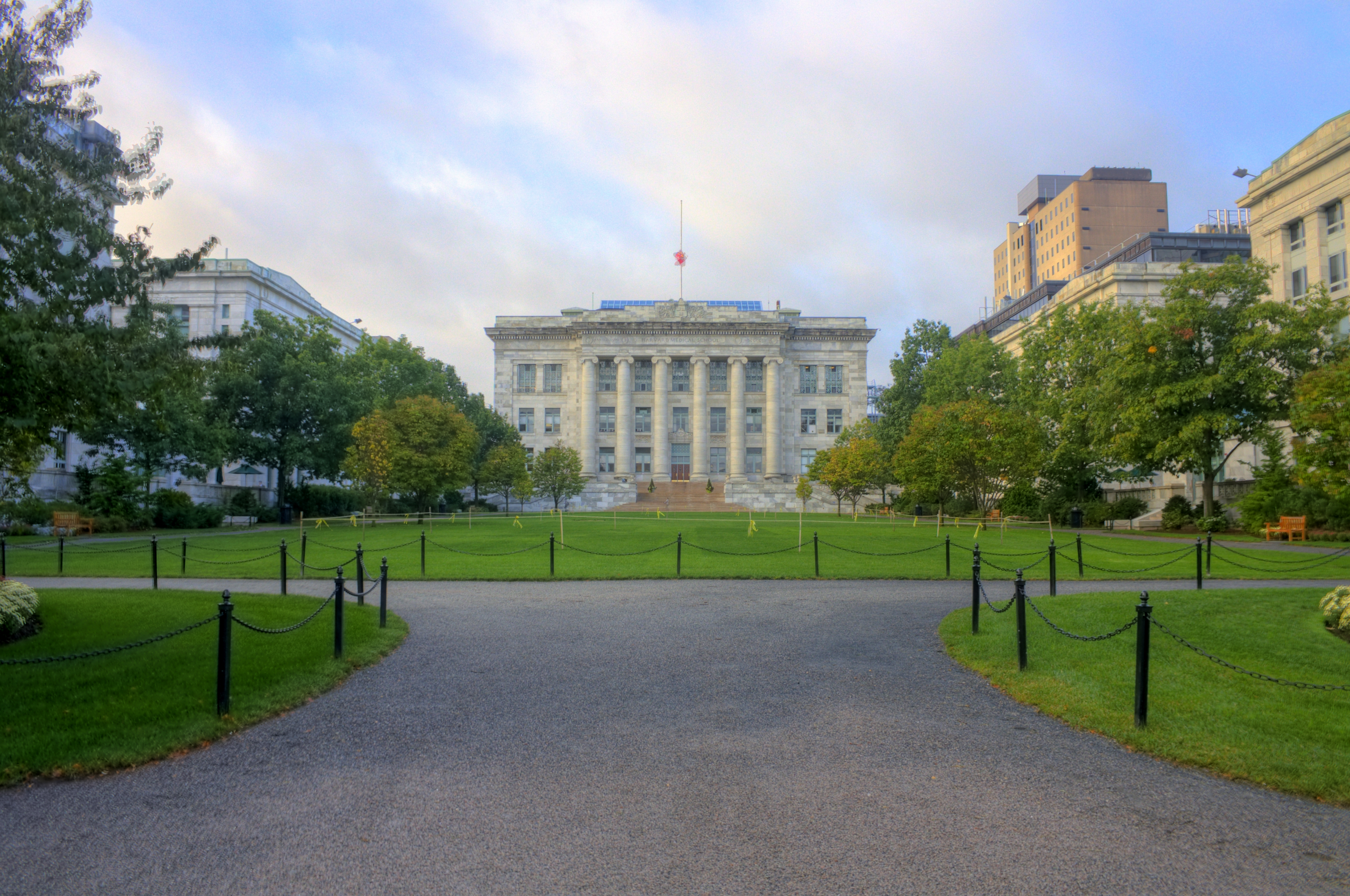
Khuôn viên Trường Y khoa Harvard, một trong những trường sau đại học thuộc Viện Đại học Harvard, ở Boston, Hoa Kỳ.

Trường sau đại học (tiếng Anh: ) là cơ sở trao các bằng học thuật cao cấp (bằng thạc sĩ và tiến sĩ) cho những sinh viên trước đó đã có bằng đại học (bằng cử nhân). Người ta thường phân biệt trường sau đại học, nơi các khóa học không phải nhằm đào tạo sinh viên trong một nghề cụ thể, với trường chuyên nghiệp sau đại học (tiếng Anh: professional school) nơi trao các bằng cao cấp trong những lĩnh vực chuyên nghiệp như y khoa, kinh doanh, kỹ sư, hay luật.
Nhiều viện đại học, đại học, học viện, trường đại học, và viện công nghệ trao các bằng cấp sau đại học. Trường sau đại học không nhất thiết là một thực thể giáo dục riêng biệt trong một viện đại học, mà có khi chỉ là một cơ quan điều phối hoạt động đào tạo sau đại học ở các trường và khoa thành viên của viện đại học. Những sinh viên theo học các trường sau đại học được gọi là sinh viên sau đại học.